# Lena Israelsson
Lena Margareta Israelsson, född 6 februari 1950 i Norrfjärdens församling i Norrbottens län, är en svensk journalist och trädgårdsboksförfattare.
Israelsson, som framför allt intresserar sig för nyttoodling, har skrivit ett flertal fackböcker om odling och har två gånger nominerats till Augustpriset: 2004 för Cityodling (illustrerad av Filippa Widlund) och 2008 för Klosterträdgårdar. 2009 tilldelades hon Allt om Trädgårds Stora Pris. Cityodling och Grönsaksodling fick båda Gartnersällskapets utmärkelse Årets Trädgårdsbok (2005 respektive 2011). 2005 tilldelades hon  Kungliga patriotiska sällskapets medalj "för odlingsflit och för förtjänster om trädgårdsodling". 2016 fick hon Gartnerfondens belöning. Hon är även översatt till danska, norska, finska och estniska.